# Hội Dân tộc học Việt Nam
Hội Dân tộc học Việt Nam là tổ chức xã hội - nghề nghiệp của những tổ chức và người làm việc trong lĩnh vực Dân tộc học tại hoặc liên quan đến Việt Nam. Trong danh mục thành viên của Liên hiệp các Hội Khoa học và Kĩ thuật Việt Nam thì có tên là Hội Dân tộc học và Nhân học Việt Nam.
Hội thành lập năm 1991 theo Quyết định Số 258-CT của Chủ tịch Hội đồng Bộ trưởng ký ngày 10 tháng 9 năm 1991. Văn phòng Hội đặt tại Khoa Nhân học, Trường Đại học Khoa học Xã hội và Nhân văn, Đại học Quốc gia Hà Nội, có địa chỉ là Tầng 2 Nhà 1, số 336 đường Nguyễn Trãi, phường Thanh Xuân, quận Thanh Xuân, thành phố Hà Nội.
Ngày 11/06/2004 Hội đã từng khai trương website của Hội Dân tộc học Việt Nam với 2 địa chỉ www.hoidantochoc.org.vn và www.vae.org.vn, tuy nhiên năm 2018 các trang này đều không làm việc.